# Galium thasium
Galium thasium är en måreväxtart som beskrevs av Nikolai Andreev Stojanov och Kitanov. Galium thasium ingår i släktet måror, och familjen måreväxter. Inga underarter finns listade i Catalogue of Life.